# سعود الطيطي
سعود عبد الله سعود الطيطي (وُلِد في 24 ديسمبر 1984 في مخيم بلاطة - نابلس واستشهد في 11 أبريل 2023) كان مناضلًا فلسطينيًا شارك في إنتفاضة الأقصى، وتعرض للاعتقال على يد الجيش الإسرائيلي لمدة ١٦ عامًا، وأُفرج عنه بعد انتهاء محكوميته في عام 2022.
استشهد سعود بعد مشاركته في اشتباك مسلح قرب مستوطنة آلون موريه التي تقع على أراضي مدينة نابلس، وكان برفقته رفيقه محمد أبو ذراع الذي استشهد أيضًا. قامت قوات الاحتلال بامتناعها عن تسليم جثمانيهما حتى اللحظة. 

## حياته
ولد سعود في مخيم بلاطة بمدينة نابلس في 24 ديسمبر عام 1984، لعائلة هُجرت خلال النكبة عام 1948 من منطقة رأس العين بالقرب من مدينة يافا. تلقى سعود تعليمه في مدارس المخيم واستكمل تعليمه المهني في معهد قلنديا قرب مدينة رام الله.
أثناء فترة اعتقاله، أتم دراسته الجامعية من خلال التعليم المفتوح وحصل على درجة البكالوريوس في علوم سياسية من جامعة القدس. كان لديه اهتمامات ثقافية، حيث كان يمارس كتابة الشعر النبطي والقصص، إضافة إلى حبه للقراءة.

## مشاركته في انتفاضة الأقصى
شارك سعود عبد الله سعود الطيطي في انتفاضة الأقصى خلال ذروتها بعد استشهاد شقيقه الأكبر محمود الطيطي عام 2002، حيث قام الجيش الإسرائيلي باغتياله قرب منزله في مقبرة مخيم بلاطة. اختار السير على نفس الدرب الذي سلكه شقيقه، وكان لذلك تأثير كبير على حياته.
تأثر سعود بتلك الفاجعة دفعه للمشاركة في العمل العسكري، حيث انضم إلى كتائب شهداء الأقصى التي أسسها شقيقه محمود ورفاقه. انخرط سعود في العمل العسكري منذ سنوات مبكرة، مكتسبًا خبرة واسعة في المقاومة الفلسطينية. تم اعتقاله عام ٢٠٠٦ بالقرب من مخيم بلاطة، وحُكم عليه بالسجن لمدة ١٦ عامًا، قاسى خلالها العديد من أنواع الاضطهاد في السجون الإسرائيلية.

## فترة الأسر
أُسِرَ سعود عام ٢٠٠٦ وأُودعَ في السجون الإسرائيلية، حيث حُكم عليه بالسجن لمدة ١٦ عامًا. خلال فترة اعتقاله، تنقل بين عدة سجون وتعرض للاضطهاد من قبل إدارة السجون، بما في ذلك النقل القسري إلى العزل الانفرادي وحرمانه من الزيارات والاتصال بعائلته. كما تعرض للإهمال الطبي والإساءة داخل السجون.
خلال فترة اعتقاله، تنقل بين سجون متعددة، منها سجن نفحة، وسجن هداريم، وسجن مجيدو، وسجن النقب، وسجن بئر السبع، حتى تم الإفراج عنه في مارس عام ٢٠٢٢.

## ما بعد الإفراج
في أعقاب إطلاق سراحه من السجون الإسرائيلية، أعلن سعود وبوضوح عزمه مواصلة النضال ضد الاحتلال. ولكن، لم يمر وقت طويل حتى بدأ يواجه ضغوطًا وتهديدات من الجيش الإسرائيلي والسلطة الوطنية الفلسطينية. كان يشغل خلال تلك الفترة منصبًا في الأجهزة الأمنية الفلسطينية برتبة عقيد. 

## تأسيس كتيبة بلاطة - شباب الثأر والتحرير
قرر سعود ورفاقه في مخيم بلاطة تشكيل كتيبة بلاطة - شباب الثأر والتحرير بعد الإفراج عنه. كانت هذه الفترة شاهدة على انطلاق النضال المسلح في عدة مناطق ومخيمات في الضفة الغربية، حيث شارك سعود في العديد من الاشتباكات ضد قوات الاحتلال في مدينة نابلس والمستوطنات المحيطة بها.

## الاستشهاد
في تاريخ 11 أبريل 2023، ارتقى سعود عبد الله سعود الطيطي شهيدًا خلال اشتباك مسلح مع قوات الجيش الإسرائيلي بالقرب من مستوطنة آلون موريه المقامة على أراضي مدينة نابلس. وقد كان برفقته رفيقه محمد أبو ذراع الذي ارتقى أيضًا. قامت قوات الاحتلال بامتناعها عن تسليم جثمينهما حتى تلك اللحظة.. 

## احتجاز جثمانه
فور ارتقاء سعود ورفيقه محمد ابو دراع، قام الاحتلال بأخذ جثامينهم واحتجازها فيما يعرف بمقابر الارقام والذي تستخدمها إسرائيل لاحتجاز جثامين الشهداء الفلسطينيين، وما زال جثمانهم محتجزاً حتى يومنا هذا.

## فيديو
- استشهاد الشابين سعود طيطي ومحمد أبو ذراع قرب بلدة دير الحطب شرق نابلس [8]

- رسالة سعود الطيطي عند تحرره: "خرجنا جنوداً وخضنا السجن جنوداً.. وعدنا لكم جنوداً [9]

- كلمات الأسير سعود الطيطي [10]

- شاهد| الكلمة الأخيرة لشـهيد سعود الطيطي خلال حفل استقبال الأسير يزن أبو رميلة | نابلس [11]

## الميراث والتأريخ
ولد سعود في مخيم بلاطة بنابلس لأسرة نزحت خلال النكبة عام 1948 من منطقة رأس العين قرب يافا. تلقى تعليمه في مدارس المخيم وأكمل تعليمه المهني في معهد قلنديا قرب رام الله. حاز على درجة البكالوريوس في العلوم السياسية من جامعة القدس عبر التعليم المفتوح خلال فترة اعتقاله.
كان سعود لا يقتصر نشاطه على المجال العسكري، بل كان لديه اهتمامات فنية وأدبية أيضًا، حيث كان يكتب الشعر النبطي والقصص. استمر في التعبير عن هذه الجوانب خلال فترات نضاله واعتقاله.

## وصلات خارجية
- استشهاد الأسيرين السابقين سعود الطيطي ومحمد أبو ذراع شرق نابلس - الترا فلسطين
- الاحتلال يرفض تسليم جثماني الشهيدين الطيطي وأبو ذراع - وكالة معا الاخبارية
- المقاومان "أبو ذراع والطيطي".. حياة بين محطتين "الأسر" و"الشهادة" - فلسطين أون لاين
- "الإهمال الطبي".. سياسة الاحتلال في تصفية الأسرى المرضى - عربي21